# الله أكبر (فلم)
الله أكبر فيلم تاريخي مصري لعام 1959 للمخرج حسام الدين مصطفى، عن قصة وحوار فؤاد الطوخي، وسيناريو نجيب محفوظ. الفيلم من تمثيل زهرة العلا، ومحمد الدفراوي، وعبد الوارث عسر، ويدور حول الفتاة هند التي آمنت هي وأسرتها بالإسلام، في حين يُعجب بها أحد شباب قبيلة بني عامر التي تعبد الأصنام، ثم تتعرَّض قبيلة هند للتعذيب لترك دينها.
صدر الفيلم إلى دور العرض المصرية في 23 مارس 1959.

## ملخص أحداث الفيلم
يقع نعمان (محمد الدفراوي) ابن أحد شيوخ قبيلة بني عامر، في حب هند (زهرة العلا) حفيدة عمرو بن سعيد (عبد الوارث عسر) كبير التجار في قبيلة بني الحارث. حدث هذا بعد ان جمح جواد هند وكاد ان يطيح بها، وتصادف أن يشاهد هذه الواقعة الفارس نعمان الذي يسارع بجواده ويلتقط هند ببراعة من فوق صهوة جوادها، ويتم التعارف ويطلب نعمان أن يلتقي بها عند الغدير. يعترض بعض الفرسان بقيادة صخر (حسن حامد) طريق قافلة هند المسافرة، ويطالبونهم بالإتاوة، ويظهر نعمان ليعفي القافلة من دفع الإتاوة، وتتعرف هند عليه أكثر عندما يناديه الفرسان بلقب «الأمير نعمان»، وتنمو مشاعر الفتاة تجاه منقذها الأمير نعمان أكثر وأكثر، وتعده باللقاء عند الغدير. كانت هند قد تركت إقامتها مع والدتها بعد وفاة والدها، وزواج الوالدة، وفضلت الفتاة أن تقيم مع جدها عمرو وجدتها سلمى (نعمات سامي)، حيث تقوم على خدمتها جاريتها جوهرة (كوثر رمزي). تضع هند ملابسها في خيمتها، وأيضاً تضع الوثن «اليعبوب» الذي تركع أمامه وتقوم بالدعاء، بينما يراقب ذلك جدها وينصح زوجته بعدم التعجل بالحديث إلى هند. يدخل بعض عبيد نعمان ووالده الحاكم في الإسلام ويقوم الوالد برميهم بالسهام وقتلهم. تكتشف هند ان جدها وأهل بيته قد دخلوا في دين الإسلام عند ظهوره، ويتقدم نعمان لخطبة هند، ولكن أسرتها ترفض تلك الزيجة لأنه ليس مسلمًا، وتمر الأيام ويتعرض المسلمون في تلك القبيلة للقتل والتعذيب لكي يعودوا لدين آبائهم وأجدادهم.

## طاقم التمثيل
- زهرة العلا: في دور هند (من قبيلة بني حارث)
- محمد الدفراوي: في دور نعمان (ابن حاكم قبيلة بني عامر)
- عبد الوارث عسر: في دور عمرو بن سعيد (كبير تجار قبيلة بني حارث)
- عبد العزيز خليل: في دور حاكم قبيلة بني عامر.
- حسن حامد:[7] في دور صخر (من رجال حاكم قبيلة بني عامر)
- كوثر رمزي: في دور جوهرة (جارية هند)
- نعمات سامي: في دور سلمى (زوجة عمرو بن سعيد)

بالاشتراك مع: سيد الريس – عواطف رمضان – نعمت مختار – شفيق جلال – حسين عيسى – محسن حسنين – نادية علي – سميرة حسين – فؤاد سعيد – حسين المليجي – علي كامل – عبد المنعم سعودي – كامل الصاوي – عبد القادر حسين – طوسون معتمد – عبد الحميد بدوي – خالد العجباني – زين العابدين سالم – عبد الحميد الحسيني – إسماعيل رزق – إبراهيم فوزي.

## أغاني الفيلم
هيا رجال البيد: لحن حسين جنيد - كلمات عبد العزيز سلام - غناء شفيق جلال.
تابلوه راقص لنعمت مختار: لحن حسين جنيد.
الله أكبر: لحن حسين جنيد - كلمات عبد العزيز سلام - غناء كارم محمود.

## استقبال الفيلم
كتب محمد متولي على بوابة الوطن: «فيلم يتحدث عن قصة حب نشأت بين مسلمة ومشرك في عهد فجر الإسلام، من تأليف نجيب محفوظ. ويتناول قصة الحب، عارضًا جميع أجزائها ومراحلها، لكنه لم يتطرق إلى ما في تلك الفترة من ظهور للدين الإسلامي... وما لاحقه من مضايقات في بداية نزوله... وهو الأمر الذي لم يلقِ رواجًا في زمانه بجانب اعتماد المشاهدين في تلك الفترة على رؤية باقي الأفلام الدينية التي كان قصتها الأولى والأخيرة هو عرض تلك الحقبة المهمة من حقب الإسلام... صنفه النقاد كونه أحد أفشل الأفلام الدينية على الإطلاق، لأنه لم يلقِ شهرة كبيرة ولم يعرف بنزوله للسينما أحد... وبسبب عدم كون أبطاله نجومًا للشباك ولم يجدوا الشهرة الكافية جعلت من الفيلم أحد أفشل الأفلام الدينية التي أنتجت».
كتب الناقد السينمائي محمود قاسم على موقع الشروق في 13 نوفمبر 2020: «أن واحداً من الأفلام الدينية المصرية، وهى قليلة العدد مقتبس من فيلم أمريكي تاريخي، الفيلم المصرى بعنوان» الله أكبر«... المتشابه تماما مع فيلم» علامة الصليب The Sign of the Cross" الذي أخرجه سيسيل دى ميل عام 1932 ... الفيلم الأجنبى مأخوذ عن مسرحية كتبها البريطاني ويلسون باريت الذي صرح أنه كتب المسرحية متأثرا برواية كوفاديس Quo Vadis التي نال مؤلفها هنريك سانكفتش جائزة نوبل، وأخرجتها السينما في فيلم ضخم عام 1950 ... هناك أمران يستحقان الوقوف عندهما، الأول هو هل يصح أن نقتبس قصة من التاريخ المسيحى، ونحولها إلى فيلم عن بدايات البعثة المحمدية، ونحن لدينا مئات القصص الحقيقية في التاريخ الإسلامي تصلح أن نحكيها في أفلام دون التوقف عند فيلم أمريكي... أما المسألة الثانية فإن الطريقة المكتوب بها اسم المخرج حسام الدين مصطفى لا يمكن أن تجعل المرء يتصور أن الفيلم من إخراج شخص آخر، ودققت في دفتر الفيلم الذي يطبع عادة عندما يكون الإخراج قد انتهى، وليست هناك إشارة إلى أي مشاركة لحسام مصطفى، وللأسف فإن جميع العاملين في الفيلم رحلوا عن عالمنا، وربما هناك شهود مثل المخرج إبراهيم الموجى، لكننا نعرف أن حسام الدين مصطفى كان يفخر أنه تتلمذ على يدى دى ميل، ولم نره يعلن أنه تأثر بأسلوبه خاصة فيلم "الشيماء «، فترى هل أخرج الفيلم إعجابا بأستاذه، وكان» إبراهيم السيد«اسم مستعار لا أحد يعرف حتى اليوم، ولعلنا اليوم نطرح الأسئلة ربما يعرف أحد الإجابات».

## روابط خارجية
- مقالات تستعمل روابط فنية بلا صلة مع ويكي بيانات
- الله أكبر على موقع الدهليز
- الله أكبر على موقع كاروهات

https://gate.ahram.org.eg/News/2345466.aspx الله أكبر (فيلم)